# Variável BY Draconis
Variáveis BY Draconis são estrelas variáveis da sequência principal dos últimos tipos espectrais, geralmente K e M. O nome provém do arquétipo para esta categoria de sistema de estrelas variáveis, BY Draconis. Elas exibem variações em sua luminosidade devido à rotação da estrela, juntamente com manchas estelares e alguma outra atividade cromosférica. As flutuações de brilho resultantes são geralmente de menos de 0,5 magnitude. As curvas de luz das variáveis BY Draconis são quase periódicas, com período próximo à taxa de rotação média da estrela. A curva de luz é irregular ao longo da duração do período e muda ligeiramente de forma de um período para outro. Para a estrela BY Draconis, a forma da curva de luz durante um período permaneceu similar por um mês.
Algumas estrelas próximas dos tipos K e M que são variáveis BY Draconis são a Estrela de Barnard, a Estrela de Kapteyn, 61 Cygni, Ross 248, Lacaille 8760, Lalande 21185 e Luyten 726-8. Ross 248 foi a primeira variável BY Draconis a ser descoberta, tendo a variabilidade sido identificada por Gerald E. Kron em 1950. A variabilidade da própria BY Draconis foi descoberta em 1966 e estudada em detalhe por Sugainov no período 1973-1976.
Prócion, que é muito mais brilhante que o Sol e tem um tipo espectral F5 IV/V, também é indicada como uma variável BY Draconis. Prócion é pouco usual por dois motivos: ela está saindo da sequência principal para a fase subgigante e está a meio caminho entre a queima PP e a queima CNO, o que significa que ela é intermediária entre ter uma camada externa convectiva e não convectiva. Qualquer dos motivos poderia explicar as manchas estelares maiores do que o normal.
Algumas dessas estrelas podem exibir erupções, resultando em variações adicionais do tipo UV Ceti. Da mesma forma, os espectros de variáveis BY Draconis (particularmente em suas linhas H e K) são similares a estrelas RS CVn, que são outra classe de estrelas variáveis que têm cromosferas ativas.